# Asiatische Radsportmeisterschaften 2009
Die 29.  Asiatischen Radsportmeisterschaften (29th Asian Cycling Championships) fanden vom 14. bis 20. August 2009 in Tenggarong und in Samarinda, Indonesien, statt. Veranstalter war die Asian Cycling Confederation (ACC).
Gleichzeitig fanden die 16. Asiatischen Junioren Radsportmeisterschaften statt. Die Wettbewerbe wurden im  Velodrome Tenggarong ausgetragen.
Auf dem Programm der Elite Männer und Frauen standen 23 Entscheidungen in Bahn- und Straßenradsport.

## Resultate

### Bahnradsport

#### Männer
| Disziplin             | Platz | Land                | Athlet                                                                 |
| --------------------- | ----- | ------------------- | ---------------------------------------------------------------------- |
| Sprint                | 1     | Malaysia            | Azizulhasni Awang                                                      |
|                       | 2     | Japan               | Kazunari Watanabe                                                      |
|                       | 3     | Volksrepublik China | Bao Saifei                                                             |
| Teamsprint            | 1     | Malaysia            | Azizulhasni Awang Mohd Edrus Yunus Mohd Rizal Tisin                    |
|                       | 2     | Iran                | Farzin Arab Hassan Ali Varposhti Alireza Ahmadi                        |
|                       | 3     | Volksrepublik China | Zhang Qiang Bao Saifei Han Tao                                         |
| Keirin                | 1     | Japan               | Kazunari Watanabe                                                      |
|                       | 2     | Malaysia            | Mohd Hafiz Sufian                                                      |
|                       | 3     | Iran                | Mahmoud Parash                                                         |
| Zeitfahren (1 km)     | 1     | Volksrepublik China | Han Tao                                                                |
|                       | 2     | Malaysia            | Mohd Hafiz Sufian                                                      |
|                       | 3     | Hongkong            | Wong Kin Chung                                                         |
| Einerverfolgung       | 1     | Volksrepublik China | Li Wei                                                                 |
|                       | 2     | Usbekistan          | Vladimir Tuychiev                                                      |
|                       | 3     | Chinesisch Taipeh   | Feng Chun-kai                                                          |
| Mannschaftsverfolgung | 1     | Volksrepublik China | Li Wei Qu Xuelong Ma Teng Chen Libin                                   |
|                       | 2     | Iran                | Arvin Moazzami Alireza Haghi Behnam Khalilikhosroshahi Hossein Nateghi |
|                       | 3     | Kasachstan          | Sergei Kusin Nikolai Iwanow Anton Diganow Alexei Kolessow Maxim Gurow  |
| Scratch               | 1     | Iran                | Mahdi Sohrabi                                                          |
|                       | 2     | Kasachstan          | Ilja Tschernyschow                                                     |
|                       | 3     | Hongkong            | Wong Kam Po                                                            |
| Punktefahren          | 1     | Usbekistan          | Vladimir Tuychiev                                                      |
|                       | 2     | Japan               | Kazuhiro Mori                                                          |
|                       | 3     | Hongkong            | Kwok Ho Ting                                                           |
| Omnium                | 1     | Hongkong            | Kwok Ho Ting                                                           |
|                       | 2     | Chinesisch Taipeh   | Wu Po-hung                                                             |
|                       | 3     | Japan               | Ryu Sasaki                                                             |
| Madison               | 1     | Hongkong            | Wong Kam Po Kwok Ho Ting                                               |
|                       | 2     | Japan               | Kazuhiro Mori Masakazu Itō                                             |
|                       | 3     | Kasachstan          | Sergei Kusin Ilja Tschernyschow                                        |

#### Frauen
| Disziplin             | Platz | Land                | Athlet                                                  |
| --------------------- | ----- | ------------------- | ------------------------------------------------------- |
| Sprint                | 1     | Volksrepublik China | Zheng Lulu                                              |
|                       | 2     | Volksrepublik China | Gong Jinjie                                             |
|                       | 3     | Malaysia            | Fatehah Mustapa                                         |
| Teamsprint            | 1     | Volksrepublik China | Zheng Lulu Gong Jinjie                                  |
|                       | 2     | Chinesisch Taipeh   | Hsiao Mei-yu Huang Ting-ying                            |
|                       | 3     | Thailand            | Jutatip Maneephan Wathinee Luekajorh                    |
| Zeitfahren (500 m)    | 1     | Volksrepublik China | Gong Jinjie                                             |
|                       | 2     | Hongkong            | Lee Wai-sze                                             |
|                       | 3     | Malaysia            | Fatehah Mustapa                                         |
| Einerverfolgung       | 1     | Volksrepublik China | Wu Chaomei                                              |
|                       | 2     | Japan               | Satomi Wadami                                           |
|                       | 3     | Thailand            | Chanpeng Nontasin                                       |
| Mannschaftsverfolgung | 1     | Volksrepublik China | Meng Lang Wu Chaomei Tang Kerong                        |
|                       | 2     | Thailand            | Chanpeng Nontasin Monrudee Chapookham Wilaiwan Kunlapha |
|                       | 3     | Indonesien          | Haryati Wahyuti Sri Rahayu Fitriyani                    |
| Scratch               | 1     | Volksrepublik China | Meng Lang                                               |
|                       | 2     | Hongkong            | Jamie Wong                                              |
|                       | 3     | Thailand            | Thatsani Wichana                                        |
| Punktefahren          | 1     | Volksrepublik China | Meng Lang                                               |
|                       | 2     | Thailand            | Chanpeng Nontasin                                       |
|                       | 3     | Japan               | Hiroko Ishii                                            |
| Omnium                | 1     | Indonesien          | Santia Tri Kusuma                                       |
|                       | 2     | Thailand            | Sutharat Boonsawat                                      |
|                       | 3     | Chinesisch Taipeh   | Hsiao Mei-yu                                            |

### Straßenradsport

#### Männer
| Disziplin        | Platz | Land        | Athlet              |
| ---------------- | ----- | ----------- | ------------------- |
| Straßenrennen    | 1     | Kasachstan  | Dmitri Fofonow      |
|                  | 2     | Kasachstan  | Alexander Winokurow |
|                  | 3     | Kasachstan  | Walentin Iglinski   |
| Einzelzeitfahren | 1     | Kasachstan  | Alexander Winokurow |
|                  | 2     | Kasachstan  | Andrei Misurow      |
|                  | 3     | Kirgisistan | Eugen Wacker        |

#### Frauen
| Disziplin        | Platz | Land                | Athlet              |
| ---------------- | ----- | ------------------- | ------------------- |
| Straßenrennen    | 1     | Volksrepublik China | Tang Kerong         |
|                  | 2     | Chinesisch Taipeh   | Hsiao Mei-yu        |
|                  | 3     | Kasachstan          | Natalya Stefanskaya |
| Einzelzeitfahren | 1     | Volksrepublik China | Tang Kerong         |
|                  | 2     | Thailand            | Chanpeng Nontasin   |
|                  | 3     | Kasachstan          | Marina Andreichenko |

## Medaillenspiegel
| Rang  | Land                | Gold | Silber | Bronze | Gesamt |
| ----- | ------------------- | ---- | ------ | ------ | ------ |
| 1     | Volksrepublik China | 13   | 1      | 2      | 16     |
| 2     | Kasachstan          | 2    | 3      | 5      | 10     |
| 3     | Hongkong            | 2    | 2      | 3      | 7      |
| 4     | Malaysia            | 2    | 2      | 2      | 6      |
| 5     | Japan               | 1    | 5      | 2      | 8      |
| 6     | Iran                | 1    | 2      | 1      | 4      |
| 7     | Usbekistan          | 1    | 1      | 0      | 2      |
| 8     | Indonesien          | 1    | 0      | 1      | 2      |
| 9     | Thailand            | 0    | 4      | 4      | 8      |
| 10    | Chinesisch Taipeh   | 0    | 3      | 2      | 5      |
| 11    | Kirgisistan         | 0    | 0      | 1      | 1      |
| Total | Total               | 23   | 23     | 23     | 69     |